# Elizabetta Gonzaga
Elizabetta Gonzaga   (Màntua, 9 de febrer de 1471 - Ferrara, 28 de gener de 1526), duquessa d'Urbina, era filla de Frederic I Gonzaga, marquès de Màntua, i de Margarida de Baviera. Era, per tant, germana de Francesc II Gonzaga.

## Biografia

### Matrimoni
L'11 de febrer de 1488 es va casar amb Guidobald Montefeltro, duc d'Urbino. La parella no tingué fills a causa de l'esterilitat del marit.
Elizabetta acompanyà Lucrècia Borja a Ferrara, on la filla del papa es casaria amb Alfons I d'Este. Elizabetta era amiga i confident de la seva cunyada Isabel d'Este, casada amb el seu germà Francesc II Gonzaga.

### Fugida d'Urbino
Quan el 21 de juny de 1502 Cèsar Borja ocupà Urbino, Elizabetta era a Màntua, i hi romangué fins que la situació no es va restablir. Pogué tornar a Urbino el 1503.
El 1508 enviudà, però va poder continuar vivint a la cort d'Urbino en qualitat de duquessa mare: la seva neboda Elionor Gonzaga s'havia casat amb el nou duc d'Urbino, Francesco Maria I della Rovere. Aquest sentia un gran afecte per Elizabetta, ja que havia estat adoptat per l'oncle i marit d'ella, Guidobald Montefeltro.
El juny de 1516, Elizabetta hagué d'abandonar, de nou, Urbino, expulsada, juntament amb la cort, pel papa Lleó X, que volia donar el ducat al seu nebot Llorenç de Mèdici. Arruïnada, junt amb Elionor Gonzaga i la comtessa Emilia Pia Montefeltro, la seva cunyada, trobà refugi a Ferrara.